# Термінал ЗПГ Вільгельмсгафен (Uniper)
Термінал ЗПГ Вільгельмсгафен (Uniper) –  інфраструктурний об’єкт для імпорту зрідженого природного газу (ЗПГ), розташований на північноморському узбережжі Німеччини.
Німеччина тривалий період віддавала перевагу отриманню трубопровідного природного газу, передусім з Росії, та станом на початок 2020-х років не мала жодного терміналу для імпорту ЗПГ. З початком повномасштабного російського вторгнення до України в лютому 2022 року Німеччина обрала курс на відмову від російських енергоносіїв, що в царині природного газу неможливо було зробити без його отримання у зрідженому вигляді. Як наслідок, протягом 2022-го у Німеччині оголосили про наміри реалізувати 5 – 6 таких проектів (з них три увійшли в дію вже у зимовий сезон 2022/2023), причому у всіх варіантах прийняли рішення на користь плавучого регазифікаційного терміналу, що потребувало набагато менше часу на створення у порівнянні із стаціонарним об’єктом.
Перший з таких терміналів створила компанія Uniper (втім, як і в більшості зазначених вище проектів, німецька держава взяла участь у фінансуванні). Термінал розмістили поблизу Вільгельмсгафену в ЯдеВезерПорт (JadeWeserPort), глибини в якому дозволяють приймати великі газовози. Крім того, була можливість використати споруджений ще в 1982 році причал, на якому лише провели певні модифікації.
Під термінал у Вільгельмсгафені зафрахтували плавучу установку "Höegh Esperanza", яка здатна постачати 5 млрд м3 регазифікованої продукції на рік та має резервуари для зберігання ЗПГ ємністю 170 тис м3. В середині грудня 2022-го "Höegh Esperanza" прибула до Вільгельмсгафену з вантажем ЗПГ, що призначався для проведення пусконалагоджувальних процедур. 17 грудня відбулось урочисте відкриття терміналу, який став першим об’єктом такого типу в Німеччині. А на початку січня 2023-го у Вільгельмсгафені прийняли перший газовоз – "Maria Energy", що доправив партію ЗПГ з США.
Для видачі продукції проклали трубопровід-перемичку завдовжки 26 (за іншими даними – 30) км, який має діаметр 1000 мм та спроможний пропускати 10 млрд м3 на рік. Він подає регазифікаваний ресурс до трубопроводу NETRA, з яким сполучається поблизу великого підземного газового сховища Етцель. Трубопровід спроектований з розрахунку на майбутнє транспортування водню.
Існують плани встановлення на терміналі маніфольдів, які дозволять перевантажувати ЗПГ на баржі та малі газовози для більш широкого охоплення ринку. Також заплановане  навантаження в автоцистерни.